# オルミュッツ包囲戦
オルミュッツ包囲戦（オルミュッツほういせん、ドイツ語: Belagerung von Olmütz）は、プロイセン王フリードリヒ2世の春季攻勢の中心となった攻城戦である。七年戦争中の1758年5月4日から7月2日まで続いたそれは、オーストリアに対する決定的な軍事行動として計画されたものであったが、オーストリア軍による補給線の寸断とプロイセン軍補給部隊の奪取により最終的に頓挫した。結局、フリードリヒ2世はボヘミアとモラヴィアからの撤退を余儀なくされた。

## 背景
1757年の戦役はロイテンの戦いにおけるプロイセン軍の大勝利に終わった。12月20日、オーストリア軍1万7千名がブレスラウで降伏する。ついで翌年4月にはシュヴァイトニッツも陥落した（第一次シュヴァイトニッツ包囲戦）。この時、さらに5千名が降伏している。
1758年の戦役が始まるころには、プロイセンと同盟していたイギリスが大陸ヨーロッパと植民地の両方での武力衝突にさらに介入することが明らかになった。4月の英普協定でイギリスはプロイセンに年67万ポンドもの補助金を提供することを約束し、イギリス議会は大陸ヨーロッパに派兵することに同意した。一方、プロイセンはロシア軍がブランデンブルクの中核地帯に侵攻することを危惧していた。すでにこの年の初めにも、同軍は東プロイセンに進攻していたのである。しかし、フランス軍に勝利したことでフリードリヒ2世は全体として行動の自由を得ており、それを攻勢に利用するつもりであった。彼はザクセンの自陣から離れ、モラヴィアで決戦を挑む覚悟を決める。こうしてオーストリアを中立化し、ロシア軍と戦う戦力を得る算段であった。

## 侵攻の準備
フリードリヒ2世はモラヴィアのオルミュッツへの遠征を開始した。オルミュッツ要塞を攻略すれば、オーストリア軍の主力をドナウ川に拘束できるはずであった。 プロイセン公子ハインリヒにはザクセンにあるプロイセン軍の拠点防衛が命じられる。オルミュッツの占領後、彼はボヘミアに進軍してプラハを占領することとされた。ドーナ伯の軍団は中核地帯をスウェーデン軍とロシア軍から守ることになった。 ツィーテン中将にはニーダーシュレーズィエンを確保するよう、命令が下る。
1740年以降、プロイセン軍はオルミュッツ要塞を4度も攻撃した。その経験を踏まえ、オーストリア軍はオルミュッツの防衛設備を強化していた。当初は比較的微弱だった駐留軍は増強され続け、7千5百名を数えるまでになる。それらはオーストリア軍と、神聖ローマ帝国の他の地域からの部隊で構成されていた。また、市民も武装していた。彼らには弾薬や食料の備蓄がふんだんにあった。その指揮官は歴戦のエルンスト・ディートリヒ・マルシャル・フォン・ブルクホルツハウゼンが務めた。市民の一部は食料を節約するために追い出された。

## 経過
4月29日、プロイセン軍はモラヴィアに進軍する。その前進は遅い冬の訪れによって遅滞し、オルミュッツの一帯にようやく到着したのは5月4日のことであった。
実際に包囲を指揮したのはヤーコプ・フォン・カイト元帥である。率いていたのは1万1千名であった。しかしその兵力は、町の全体を完全に包囲するには足りなかった。そのため、町への補給を完全に絶つことはできなかったのである。オルミュッツは包囲のほぼ全期間を通して4つの城門のうち2つを閉じるだけで済み、市場の活動もほとんど中断されなかった。
5月27日、プロイセン軍は最初の攻城用の塹壕を掘り始めた。主にプロイセン軍の兵士と周辺から強制徴募された少数の農民からなる約1,600人が掘り進め、30日には大砲と臼砲から構成された六つの砲台を伴う塹壕が完成した。翌日に大砲30門、臼砲16門、榴弾砲8門による砲撃が開始された。守備隊は応射し、少なくとも一時的に敵軍の主砲台を破壊した。
実質的な包囲はおよそ1か月続いた。その間、プロイセン軍はオルミュッツ要塞の斜堤近くまで進む。要塞の外堡は広範に破壊された。多くの建物も同様に壊されるか、大いに損壊していた。町も最終的には、ほぼ完全に包囲される。これに対し、オルミュッツの守備軍は数々の反撃をもって応じた。この包囲戦では双方から多くの人命が失われた。軍のみならず、オルミュッツの住民も死傷者を多く出している。
オーストリアでは、オルミュッツが陥落するとプロイセン軍がプラハやウィーンまで進軍する可能性があるため、恐慌に陥った。宮廷人の一部は、すでに逃亡を考えていた。その間に、マリア・テレジアは抵抗することを決めていた。この時、オーストリア軍の総司令官にはロイテンの戦いで敗北したカール公子に代わってダウン元帥が就任していた。彼はプロイセン軍との決戦を避けはしたものの、数々の急襲と小規模な攻撃でプロイセン軍を弱らせる。また一方でオルミュッツへの増援にも成功していた。
プロイセン軍では包囲の長期化によって弾薬や補給が不足しており、フリードリヒ2世の成功は補給の到着にかかっていた。少なくとも3千以上の荷馬車から構成される、攻撃軍のための輸送部隊がハンス・ヨアヒム・フォン・ツィーテン中将率いる有力な護衛とともに編成された。この重要な護送部隊は大量の弾薬や食料、さらに100万ターラーの資金を運んでいた。その隊列は一部で40キロメートルの長さに及んだ。そして6 月28日、初めて攻撃を受けると6月30日にはドームシュタットルでラウドン少将率いるオーストリア軍の待ち伏せに遭う。ラウドンは戦闘隊形を整えて攻撃することはせず、一種のゲリラ戦の形で急襲し、プロイセン軍を混乱に陥れた。これを受けてツィーテンはトロッパウまで撤退する。オルミュッツに着いたのは荷馬車3千のうち100程度であった。残りは大半がオーストリア軍に奪取され、プロイセン軍は大量の弾薬と食料を失う。戦闘においてプロイセン軍は戦死者と捕虜、合わせて約2,500人と大砲12門の損害を出した。
補給を失ったフリードリヒ2世はわずか2日後に包囲の中止を余儀なくされた。

## その後
フリードリヒ2世はボヘミアに向かって撤退する。7月13日には軍とともにケーニヒグレーツに到着した。ダウンに決戦を迫る目論見は失敗した。オーストリア軍は防備の固い陣地を擁していた。そこから同軍は、軽装部隊をもってたびたびプロイセン軍の補給線を脅かす。同時にロシア軍が東方で進軍して来たため、フリードリヒ2世はボヘミアとモラヴィアからの撤退を強いられた。それは8月、ツォルンドルフの戦いに結びつくこととなる。